# Ramón de la Cruz
Ramón de la Cruz Cano y Olmedilla (n. 28 martie 1731 - d. 5 martie 1794) a fost un dramaturg spaniol.
A descris scene din viața cotidiană utilizănd un limbaj picant, de savoare populară.

## Opera
- 1769: Manolo;
- 1772: Sticlele uitării ("Las botellas del olvido");
- 1775: Văduva prefăcută ("La viuda hipocrita");
- 1787: Vânzătoarele de castane arțăgoase ("Las castañeras picadas").